# Leo von Zumbusch
Leo Franz Caspar Zumbusch, ab 1888 Ritter von Zumbusch (* 28. Juni 1874 in Wien; † 30. März 1940 in Rimsting am Chiemsee, Oberbayern), war ein deutscher Dermatologe.

Leo von Zumbusch

## Leben
Leo von Zumbusch war eines von fünf Kindern des Bildhauers Caspar Ritter von Zumbusch (1830–1915) und der Antonie Vogl (1838–1917). Er studierte Medizin in Wien, wo er 1898 promoviert wurde. Anschließend war Zumbusch Assistent bei Edmund von Neusser, Carl Wilhelm Hermann Nothnagel, Ernst Fuchs, Carl Gussenbauer, Moritz Kaposi und Gustav Riehl (1855–1943). Er habilitierte sich 1906 in Wien, ab 1909 leitete er das Rudolf-Spital. Zumbusch wurde 1912 außerordentlicher Professor in Wien. Bereits 1913 wechselte er nach München, um dort Leiter der Universitäts-Poliklinik zu werden. Am 25. Mai 1914 wurde er auch im Königreich Bayern bei der Ritterklasse immatrikuliert. Er wurde 1917 Direktor der dortigen Klinik für Haut- und Geschlechtskrankheiten, heute unter dem Namen Klinik Thalkirchner Straße bekannt. Zu seinen Schülern gehört dort der Dermatologe und Medizinhistoriker Ernst Alfred Seckendorf. Seine Ernennung zum Ordinarius erfolgte 1922. Zwei Jahre später wurde er zum Geheimen Medizinalrat ernannt.
Im Ersten Weltkrieg diente der Dermatologe als Stabsarzt. Als Mitglied des Freikorps Epp war er 1919 an der Niederschlagung der Münchner Räterepublik beteiligt. Anschließend wurde er Mitglied im Stahlhelm, Bund der Frontsoldaten und in der DNVP, der er bis 1932 angehörte.
Von 1932 bis Oktober 1933 war Zumbusch der letzte gewählte Rektor der Ludwig-Maximilians-Universität München vor der Gleichschaltung. Noch 1933 wurde er in die Leopoldina gewählt. Nach einer gegen ihn organisierten Denunziationskampagne wurde er im Oktober 1935 aufgrund des Gesetzes zur Wiederherstellung des Berufsbeamtentums (BBG) in den Ruhestand versetzt.
Zumbusch heiratete in erster Ehe 1906 in Wien die österreichische Grafikerin Nora Exner. Nach ihrem Tode heiratete er 1922 in zweiter Ehe Johanna Müller (* 2. März 1898; † nach 1961), die Tochter des Internisten Friedrich von Müller (1858–1941) und der Friede Küster.
Seit 1951 findet jährlich eine von Alfred Marchionini ins Leben gerufene Leo-von-Zumbusch-Gedächtnisvorlesung an der Dermatologischen Klinik der Ludwig-Maximilians-Universität statt, bei der führende nationale und internationale Wissenschaftler aus dem Bereich der Dermatologie vortragen.

## Leo von Zumbusch und der Nationalsozialismus
Mit Leo von Zumbusch stand 1933 ein Hochschullehrer an der Spitze der Münchner Universität, der die Weimarer Republik ablehnte, aber auch dem Nationalsozialismus distanziert gegenüberstand. Wie viele nationalkonservative Rektoren lavierte er in dieser Zeit zwischen Anpassung an die neuen Herren und dem Bestreben, die Autonomie der Universität zu bewahren. Zwar trat Zumbusch nicht als Redner bei der Münchner Bücherverbrennung auf, wie gelegentlich behauptet wird. Aber er rief die „Herren Kollegen“ in einem Rundschreiben ausdrücklich dazu auf, an der „feierlichen Verbrennung am Königsplatz“ teilzunehmen, die nationalsozialistische Studenten organisiert hatten.
Dennoch wurde Zumbusch schon kurz nach der Machtergreifung von überzeugten Nationalsozialisten, vor allem aus dem Kreis der Angehörigen seiner Klinik, massiv denunziert. Ihm wurde u. a. vorgeworfen, den Hitler-Gruß weder zu entbieten noch zu erwidern, abwertende und verächtliche Äußerungen über Hitler und den bayerischen Kultusminister Schemm gemacht zu haben und sich gegen die Teilnahme an der nationalsozialistischen Maifeier ausgesprochen zu haben. Zudem hatte er der Nationalsozialistischen Betriebszellenorganisation (NSBO) der Klinik einen Hörsaal verweigert. Hinter diesen Angriffen stand an erster Stelle einer seiner Oberärzte, Franz Wirz, später Leiter der Hochschulkommission der NSDAP. Unterstützt wurde Wirz von dem Vertrauensmann der NSDAP an der Medizinischen Fakultät München, Gustav Borger, und dem Leiter der Gesundheitsabteilung im bayerischen Innenministerium, Walter Schultze, der 1935 die Leitung des Nationalsozialistischen Deutschen Dozentenbundes (NSDDB) übernahm.
Obwohl Zumbuschs Nachfolger im Rektorat, Karl Escherich, bemüht war, Zumbusch zu entlasten, wurde der Dermatologe mit Erlass vom 15. Oktober 1935 aufgrund des Gesetzes zur Wiederherstellung des Berufsbeamtentums (6 BBG) in den Ruhestand versetzt. Bei der Beerdigung Zumbuschs im Jahre 1940 war die Universität offiziell nicht vertreten.

## Veröffentlichungen (Auswahl)
Monographien
- Therapie der Hautkrankheiten. Für Ärzte und Studierende. Deuticke, Leipzig 1908.
- Atlas der Syphilis. Verlag Vogel, Leipzig 1922.
- Atlas der Hautkrankheiten. 2. Auflage. Verlag Vogel, Leipzig 1926 (mit Gustav Riehl).
- Die Haut- und Geschlechtskrankheiten. Dargestellt für praktische Ärzte und Studierende. 2. Auflage. Lehmann, München 1935.

Aufsätze
- Über Lichen albus, eine bisher unbeschriebene Erkrankung. In: Leopold Arzt (Hrsg.): Archiv für Dermatologie und Syphilis, Bd. 82, (1906), S. 339–350.
- Todesfälle nach Salvarsaninjektionen. In: Münchener medizinische Wochenschrift. Band 63, 1916, S. 750–753.
- Die Diagnose der angeborenen Syphilis. In: Josef Jadassohn u. a. (Hrsg.): Handbuch der Haut- und Geschlechtskrankheiten, Bd. 19 (1927).
- Prognose der kongenitalen Syphilis. In: Josef Jadassohn u. a. (Hrsg.): Handbuch der Haut- und Geschlechtskrankheiten. Bd. 19 (1927).

Herausgeber
- Mitherausgeber der Münchner Medizinischen Wochenschrift, erschienen im Julius-Friedrich-Lehmann-Verlag.

## Weitere Literatur
- Ernst Klee: Das Kulturlexikon zum Dritten Reich. Wer war was vor und nach 1945. S. Fischer, Frankfurt am Main 2007, ISBN 978-3-10-039326-5.